# ジャン・イポリット
ジャン・イポリット（Jean Hyppolite, 1907年1月8日 - 1968年10月26日）は、フランスの哲学者。ヘーゲルを始めとするドイツ哲学の研究者として著名である。また、20世紀後半にフランスで活躍した複数の哲学者・思想家を弟子として輩出したことでも知られる。

## 略歴
イポリットはフランスのジョンザックで生まれた。高等師範学校の出身者であり、サルトルとほぼ同じ時期に在学していた。卒業後、ヘーゲル研究に取り組むようになり、『精神現象学』を原語で読むためにドイツ語を独習した。1939年には同著の注釈付きの仏訳を完成させ、これが後に出版される『ヘーゲル精神現象学の生成と構造』（1947年公刊）の土台となった。第二次世界大戦の後、イポリットはストラスブール大学の教授に就任するも、1949年にはソルボンヌ大学に移籍した。
1952年、イポリットは『論理と実存』を上梓したが、これは後にポスト・モダニズムと呼ばれる思想潮流の誕生に少なからぬ影響をもったと考えられている。同著は、ヘーゲルの『精神現象学』を『論理学』（『大論理学』と『小論理学』のどちらも）と合わせて一貫的に理解しようと試みた仕事だ。この作業を通じて、言語、存在、差異にまつわる諸問題が提起されたが、この問題系はまさに20世紀末の現代フランス哲学者たちが揃って取り組んだものである。『論理と実存』の思想的重要性・中心性を示す一つの秀逸な例として、ジル・ドゥルーズによる同著の書評が挙げられる。同著の英訳は1997年にニューヨーク州立大学出版局から公刊されたが、訳者は賢明にもドゥルーズの書評を付録として収めている。
1954年、イポリットは高等師範学校の学長に就任した。そして1955年にはマルクスの初期の著作、つまりヘーゲルの影響が色濃く見られる時期の作品に関する研究を発表した。それはまさに、フランスにおけるヘーゲル熱が最高に高まっているタイミングでの出来事だった。1963年、彼はコレージュ・ド・フランスの教授に選出され、「諸体系の歴史」講座を受け持った。
同時代人であるサルトルたちがドイツ哲学から影響を受けながら新奇性のある著作を発表してきたのに対し、イポリットの方はテクスト解説者、教育者、翻訳者として名をとどめている。彼は数多の思想家たちに影響を与えており、その中にはミシェル・フーコーやジル・ドゥルーズ（リセ・アンリ4世校でヘーゲルについてイポリットから学んだ）、ジャック・デリダ、ジェラール・グラネル、そしてエティエンヌ・バリバール（高等師範学校でイポリットの授業を受けた）らがいる。
『マルクスとヘーゲル』はイポリットの主著の一つである。

## 著作
- Introduction à la philosophie de l'histoire de Hegel（1944）
  - 『ヘーゲル歴史哲学序説』渡辺義雄訳、朝日出版社、1974年
- Genèse et structure de la « Phénoménologie de l'esprit » de Hegel（1946）
  - 『ヘーゲル精神現象学の生成と構造』市倉宏祐訳、岩波書店（上下）、1972-73年
- Logique et existence : essai sur la logique de Hegel（1952）
  - 『論理と実存――ヘーゲル論理学試論』渡辺義雄訳、朝日出版社、1975年
- Études sur Marx et Hege（1955）
  - 『マルクスとヘーゲル』宇津木正・田口英治訳、法政大学出版局・叢書ウニベルシタス、1970年、新版1983年